# Žim
För det sovjetiska bilmärket, se ZIM.
Žim är en ort i Tjeckien.   Den ligger i regionen Ústí nad Labem, i den nordvästra delen av landet, 60 km nordväst om huvudstaden Prag. Žim ligger 336 meter över havet och antalet invånare är 128.
Terrängen runt Žim är huvudsakligen kuperad, men åt nordväst är den platt.Runt Žim är det ganska tätbefolkat, med 78 invånare per kvadratkilometer. Närmaste större samhälle är Ústí nad Labem, 9,6 km nordost om Žim. I omgivningarna runt Žim växer i huvudsak blandskog.